# هاميلتون موريس
هاميلتون موريس (بالإنجليزية: Hamilton Morris)‏ هو صحفي أمريكي، ولد في 14 أبريل 1987 في نيويورك في الولايات المتحدة.